# Croatia Open Umag 2024
Il Croatia Open Umag 2024, ufficialmente Plava Laguna Croatia Open Umag 2024 per motivi di sponsorizzazione, è stato un torneo di tennis che si è giocato sulla Terra rossa. È stata la 34ª edizione del Croatia Open Umag, facente parte della categoria ATP Tour 250 nell'ambito dell'ATP Tour 2024. Si è giocato presso l'International Tennis Center di Umago, in Croazia, dal 21 al 27 luglio 2024.

## Partecipanti

### Teste di serie
| Nazionalità | Giocatore           | Ranking* | Testa di serie |
| ----------- | ------------------- | -------- | -------------- |
|             | Andrej Rublëv       | 8        | 1              |
| Italia      | Lorenzo Musetti     | 16       | 2              |
| Danimarca   | Holger Rune         | 17       | 3              |
| Argentina   | Francisco Cerúndolo | 33       | 4              |
| Italia      | Luciano Darderi     | 35       | 5              |
| Argentina   | Mariano Navone      | 36       | 5              |
| Rep. Ceca   | Tomáš Macháč        | 38       | 7              |
| Italia      | Matteo Arnaldi      | 39       | 8              |

* Ranking al 15 luglio 2024.

### Altri partecipanti
I seguenti giocatori hanno ricevuto una wildcard per il tabellone principale:
- Matej Dodig
- Luka Mikrut
- Mili Poljičak

Il seguente giocatore è entrato in tabellone come special exempt:
- Duje Ajduković

Il seguente giocatore è entrato in tabellone come alternate:
- Alexandre Müller

I seguenti giocatori sono entrati in tabellone passando dalle qualificazioni:

- Filip Misolic
- Guido Andreozzi
- Marco Trungelliti
- Enzo Couacaud

Il seguente giocatore è entrato in tabellone come lucky loser:
- Tseng Chun-hsin

### Ritiri
Prima del torneo
- Jack Draper → sostituito da  Fabio Fognini
- Daniel Evans → sostituito da  Luca Van Assche
- Holger Rune → sostituito da  Tseng Chun-hsin

## Partecipanti al doppio

### Teste di serie
| Nazione   | Giocatore          | Nazione    | Giocatore                 | Ranking* | Testa di serie |
| --------- | ------------------ | ---------- | ------------------------- | -------- | -------------- |
| India     | Yuki Bhambri       | Francia    | Albano Olivetti           | 100      | 1              |
| Francia   | Théo Arribagé      | Francia    | Sadio Doumbia             | 114      | 2              |
| Colombia  | Nicolás Barrientos | Portogallo | Francisco Cabral          | 121      | 3              |
| Argentina | Guido Andreozzi    | Messico    | Miguel Ángel Reyes Varela | 140      | 4              |

* Ranking al 15 luglio 2024.

### Altri partecipanti
Le seguenti coppie di giocatori hanno ricevuto una wildcard per il tabellone principale:
- Karlo Kajin /  Deni Žmak
- Blaž Rola /  Nino Serdarušić

### Ritiri
Prima del torneo
- Sriram Balaji /  Rohan Bopanna → sostituiti da  Anirudh Chandrasekar /  Arjun Kadhe

## Punti
| Evento    | V   | F   | SF  | QF | 2T   | 1T | Q    | Q2   | Q1   |
| Singolare | 250 | 165 | 100 | 50 | 25   | 0  | 13   | 7    | 0    |
| Doppio    | 250 | 150 | 90  | 45 | N.D. | 0  | N.D. | N.D. | N.D. |

## Montepremi
| Evento    | V        | F        | SF       | QF       | 2T       | 1T      | Q2      | Q1      |
| Singolare | 88 125 € | 51 400 € | 30 220 € | 17 510 € | 10 165 € | 6 215 € | 3 700 € | 2 020 € |
| Doppio*   | 30 610 € | 16 380 € | 9 600 €  | 5 370 €  | N.D.     | 3 160 € | N.D.    | N.D.    |

*per team

## Campioni

### Singolare
Francisco Cerúndolo ha sconfitto in finale  Lorenzo Musetti con il punteggio di 2-6, 6-4, 7-6(5).
- È il terzo titolo in carriera per Cerúndolo, il primo in stagione.

### Doppio
Guido Andreozzi /  Miguel Ángel Reyes Varela hanno sconfitto in finale  Manuel Guinard /  Grégoire Jacq con il punteggio di 6-4, 6-2.